# FINA Water Polo World Cup 1983 (maschile)
La Coppa del Mondo maschile di pallanuoto 1983 è stata la terza edizione della manifestazione che veniva organizzata ogni due anni dalla FINA fino al 1999, per poi passare a cadenza quadriennale a partire dal 2002.
Le otto squadre invitate erano incluse in un unico grande girone in cui ciascuna affrontava tutte le altre una sola volta, per un totale di 7 partite per ogni squadra. Le partite si disputarono a Malibù (California).

## Squadre partecipanti
Le squadre sono elencate in ordine alfabetico.
- Cuba
- Germania Ovest
- Italia
- Paesi Bassi
- Spagna
- Stati Uniti
- Ungheria
- Unione Sovietica

## Classifica
|    | Squadra          | Punti | G | V | N | P | GF | GS | DR  |
| -- | ---------------- | ----- | - | - | - | - | -- | -- | --- |
| 1. | Unione Sovietica | 11    | 7 | 5 | 1 | 1 | 60 | 47 | +13 |
| 2. | Germania Ovest   | 10    | 7 | 4 | 2 | 1 | 57 | 47 | +10 |
| 3. | Italia           | 9     | 7 | 3 | 3 | 1 | 51 | 46 | +5  |
| 4. | Stati Uniti      | 7     | 7 | 2 | 3 | 2 | 47 | 48 | –1  |
| 5. | Spagna           | 6     | 7 | 2 | 2 | 3 | 52 | 56 | –4  |
| 6. | Paesi Bassi      | 5     | 7 | 1 | 3 | 3 | 58 | 64 | –6  |
| 7. | Ungheria         | 4     | 7 | 0 | 4 | 3 | 57 | 64 | –7  |
| 8. | Cuba             | 4     | 7 | 1 | 2 | 4 | 62 | 72 | –10 |

## Risultati
|                  | Unione Sovietica (bandiera) | Germania Ovest (bandiera) | Italia (bandiera) | Stati Uniti (bandiera) | Spagna (bandiera) | Paesi Bassi (bandiera) | Ungheria (bandiera) | Cuba (bandiera) |
| ---------------- | --------------------------- | ------------------------- | ----------------- | ---------------------- | ----------------- | ---------------------- | ------------------- | --------------- |
| Unione Sovietica |                             | 6 – 5                     | 6 – 6             | 7 – 6                  | 7 – 8             | 11 – 7                 | 10 – 6              | 13 – 9          |
| Germania Ovest   | 5 – 6                       |                           | 9 – 8             | 7 – 3                  | 8 – 6             | 9 – 9                  | 8 – 8               | 11 – 7          |
| Italia           | 6 – 6                       | 8 – 9                     |                   | 6 – 6                  | 8 – 5             | 6 – 6                  | 9 – 7               | 8 – 7           |
| Stati Uniti      | 6 – 7                       | 3 – 7                     | 6 – 6             |                        | 5 – 5             | 7 – 6                  | 9 – 9               | 11 – 8          |
| Spagna           | 8 – 7                       | 6 – 8                     | 5 – 8             | 5 – 5                  |                   | 8 – 9                  | 9 – 8               | 11 – 11         |
| Paesi Bassi      | 7 – 11                      | 9 – 9                     | 6 – 6             | 6 – 7                  | 9 – 8             |                        | 11 – 11             | 10 – 12         |
| Ungheria         | 6 – 10                      | 8 – 8                     | 7 – 9             | 9 – 9                  | 8 – 9             | 11 – 11                |                     | 8 – 8           |
| Cuba             | 9 – 13                      | 7 – 11                    | 7 – 8             | 8 – 11                 | 11 – 11           | 12 – 10                | 8 – 8               |                 |